# Leptocollonia
Leptocollonia is een geslacht van weekdieren uit de klasse van de Gastropoda (slakken).

## Soorten
- Leptocollonia innocens (Thiele, 1912)
- Leptocollonia thielei Powell, 1951